# Haftara
| Nevi’im (Propheten) des Tanach                                                      |
| ----------------------------------------------------------------------------------- |
| Vordere Propheten                                                                   |
| - Buch Josua - Buch der Richter - Samuel (1. und 2. Buch) - Könige (1. und 2. Buch) |
| Hintere Propheten                                                                   |
| - Jesaja - Jeremia - Ezechiel - Zwölfprophetenbuch                                  |

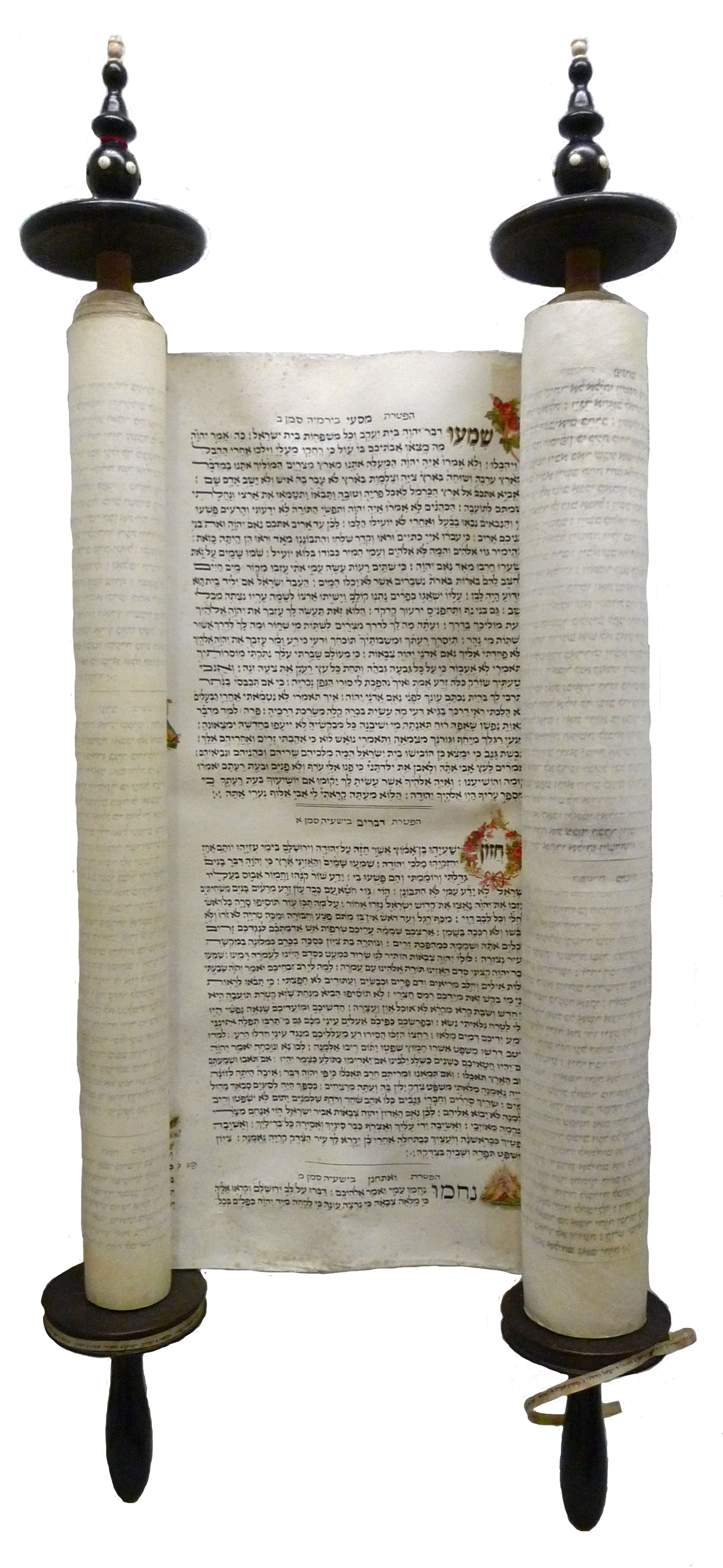
Haftara-Rolle aus Obernai, Elsass, 1867, in der Sammlung des Jüdischen Museums der Schweiz.

Die Haftara (hebr. ‚Abschluss‘, Mehrzahl: Haftarot) ist die öffentliche Lesung aus den Prophetenbüchern an jüdischen Feiertagen und am Sabbat. Die hebräische Bibel hat eine andere Anordnung der einzelnen Bücher als christliche Bibeln; zu den „Propheten“ zählen dort nicht nur die Schriftpropheten, sondern auch verschiedene „Geschichtsbücher“ wie Buch Josua, Buch der Richter u. a. (vgl. Liste Nevi’im des Tanach oder siehe Tanach).

## Gründe
In der Tora wurde festgelegt, dass die Tora öffentlich vorgelesen werden soll (Alijah laTorah). Dieses wurde von den Rabbinern auf wöchentliche Lesungen am Schabbat und später auch an den Markttagen Montag und Donnerstag erweitert.
Als zu späteren Zeiten fremde Herrscher den Juden das Lernen der Tora verboten, ordneten die Rabbiner jeder Lesung einen Abschnitt aus den Prophetenbüchern zu, welche eine inhaltliche Nähe besitzt. Diese Haftarot wurden dann stattdessen gelesen. Als das Verbot des Toralernens entfiel, wurde die Lesung der Haftarot beibehalten, sodass heute jeder Toralesung eine Haftara folgt.
Nach einer anderen Tradition wurden die Haftarot eingeführt, um den Einfluss gewisser Sekten zu bekämpfen, welche lehrten, nur die Tora selbst sei eine heilige Schrift.

## Zeiten
An folgenden Tagen wird neben der Toralesung eine Haftara gelesen:
- Sabbat
- Rosch Chodesch (Monatsanfang)
- Rosch ha-Schana (Neujahr)
- Jom Kippur (Versöhnungstag)
- Sukkot (Laubhüttenfest)
- Pessach (Auszug aus Ägypten)
- Schawuot (Wochenfest)
- Tischa beAv (Fasttag)

## Inhalte
Zumeist stehen die Haftarot in einem mehr oder weniger inhaltlichen Zusammenhang zum entsprechenden Abschnitt aus der Tora. Beispiel: Die erste Parascha (d. h. Wochenabschnitt) des jüdischen Jahres, Bereschit 1,1  bis 6,8 , schildert die Erschaffung von Himmel und Erde. Die Haftara von Bereschit beginnt demgemäß mit dem Zitat Jesaja 42,5: 

„So spricht Gott, der Ewige, der erschaffen hat die Himmel und sie ausgespannt …“

Darüber hinaus gibt es aber ganze Perioden im liturgischen Jahr, in denen die Haftarot inhaltlich nicht nach der Parascha, sondern nach der entsprechenden Periode ausgesucht wurden.
Es existieren Unterschiede in der Zuordnung der Haftarot zu den jeweiligen Wochenabschnitten nach aschkenasischer und sephardischer, manchmal auch nach portugiesischer oder jemenitischer Tradition.
Die Haftarot sind meist wesentlich kürzer als die Tora-Abschnitte, zu denen sie gehören. Während die Tora in ihrer Gänze öffentlich verlesen wird, stellen die Haftarot nur Ausschnitte aus den anderen Büchern des Tanachs dar.

## Vortragende
Am Ende der Toralesung (nach dem Aufruf von sieben bzw. fünf Männern oder Frauen, hebr. Alijot) wird der Maftir aufgerufen. Die Vorlesung des Schlusses des jeweiligen Toraabschnittes wird dabei wiederholt. An Feiertagen oder besonderen Schabbatot wird z. T. auch ein anderer Abschnitt aus einer zweiten Torarolle vorgelesen. Anschließend trägt der Maftir die Haftara vor. So wie die Tora nach einer bestimmten Notation vorzusingen ist, so hat auch die Haftara eine eigene Melodieführung.
Vor der Lesung der Haftara spricht der Maftir folgenden Segen (Bracha): "Gelobt seist Du, Ewiger, unser G'tt, König der Welt, der gute Propheten auserwählt hat und Gefallen hatte an ihren in Wahrheit gesprochenen Worten. Gelobt seist du, Ewiger, der die Tora auserwählt hat und Mosche, Seinen Diener, Israel, Sein Volk, und die Propheten der Wahrheit und Gerechtigkeit."
Nach Abschluss der Prophetenlesung folgt eine längere Bracha. Sie kann sich ändern, je nachdem, ob es sich um einen Schabbat, einen Feiertag oder einen Fasttag handelt.
In den meisten Gemeinden werden Jungen, am Schabbat, an dem sie ihre Barmizwa feiern, auch zur Lesung der Haftara aufgerufen.